# Maleer
Maleer is een bestuurslaag in het regentschap Kota Bandung van de provincie West-Java, Indonesië. Maleer telt 16.721 inwoners (volkstelling 2010).